# Michael Mayr
Michael Mayr (ur. 10 kwietnia 1864 w Adlwang, zm. 21 maja 1922 w Waldneukirchen) − austriacki polityk, kanclerz.

## Życiorys
Był politykiem Austriackiej Partii Chrześcijańsko-Społecznej. W latach 1919–1920 wraz z Seipelem przygotował projekt konstytucji. W okresie od 7 lipca 1920 do 21 czerwca 1921 był kanclerzem Austrii i od 22 października 1920 również ministrem spraw zagranicznych. Z obu stanowisk ustąpił w proteście przeciwko nasilającym się w poszczególnych prowincjach kraju tendencjom separatystycznym jak i polityce pństw zachodnich wobec Austrii.